# Carlos Vivas
Carlos Alberto Vivas González, noto semplicemente come Carlos Vivas (San Cristóbal, 4 aprile 2002), è un calciatore venezuelano, difensore del Deportivo Táchira.

## Caratteristiche tecniche
È un difensore centrale.

## Carriera

### Club
Cresciuto nel settore giovanile del Deportivo Táchira, debutta in prima squadra il 30 agosto 2018 in occasione dell'incontro di Copa Venezuela perso 2-1 contro lo Zamora FC.

### Nazionale
Ha giocato nella nazionale venezuelana Under-17.
Nel 2023 ha esordito nella nazionale maggiore.

## Statistiche

### Presenze e reti nei club
Statistiche aggiornate al 12 maggio 2021.
| Stagione        | Squadra           | Campionato      | Campionato | Campionato | Coppe nazionali | Coppe nazionali | Coppe nazionali | Coppe continentali | Coppe continentali | Coppe continentali | Altre coppe | Altre coppe | Altre coppe | Totale | Totale |
| Stagione        | Squadra           | Comp            | Pres       | Reti       | Comp            | Pres            | Reti            | Comp               | Pres               | Reti               | Comp        | Pres        | Reti        | Pres   | Reti   |
| --------------- | ----------------- | --------------- | ---------- | ---------- | --------------- | --------------- | --------------- | ------------------ | ------------------ | ------------------ | ----------- | ----------- | ----------- | ------ | ------ |
| 2018            | Deportivo Táchira | PD              | 0          | 0          | CV              | 2               | 0               |                    | -                  | -                  |             | -           | -           | 2      | 0      |
| 2019            | Deportivo Táchira | PD              | 2          | 0          | CV              | 1               | 0               |                    | -                  | -                  |             | -           | -           | 3      | 0      |
| 2020            | Deportivo Táchira | PD              | 17         | 1          | CV              | 0               | 0               | CL                 | 2                  | 0                  |             | -           | -           | 19     | 1      |
| 2021            | Deportivo Táchira | PD              | 4          | 0          | CV              | 0               | 0               | CL                 | 3                  | 0                  |             | -           | -           | 7      | 0      |
| Totale carriera | Totale carriera   | Totale carriera | 23         | 1          |                 | 3               | 0               |                    | 5                  | 0                  |             | -           | -           | 31     | 1      |

### Cronologia presenze e reti in nazionale
| Cronologia completa delle presenze e delle reti in nazionale ― Colombia | Cronologia completa delle presenze e delle reti in nazionale ― Colombia | Cronologia completa delle presenze e delle reti in nazionale ― Colombia | Cronologia completa delle presenze e delle reti in nazionale ― Colombia | Cronologia completa delle presenze e delle reti in nazionale ― Colombia | Cronologia completa delle presenze e delle reti in nazionale ― Colombia | Cronologia completa delle presenze e delle reti in nazionale ― Colombia | Cronologia completa delle presenze e delle reti in nazionale ― Colombia |
| Data                                                                    | Città                                                                   | In casa                                                                 | Risultato                                                               | Ospiti                                                                  | Competizione                                                            | Reti                                                                    | Note                                                                    |
| ----------------------------------------------------------------------- | ----------------------------------------------------------------------- | ----------------------------------------------------------------------- | ----------------------------------------------------------------------- | ----------------------------------------------------------------------- | ----------------------------------------------------------------------- | ----------------------------------------------------------------------- | ----------------------------------------------------------------------- |
| 11-12-2023                                                              | Fort Lauderdale                                                         | Colombia                                                                | 1 – 0                                                                   | Venezuela                                                               | Amichevole                                                              | -                                                                       | 40’                                                                     |
| 18-1-2025                                                               | Fort Lauderdale                                                         | Stati Uniti                                                             | 3 – 1                                                                   | Venezuela                                                               | Amichevole                                                              | -                                                                       |                                                                         |
| Totale                                                                  |                                                                         | Presenze                                                                | 2                                                                       |                                                                         | Reti                                                                    | 0                                                                       |                                                                         |

## Palmarès

### Competizioni nazionali
- Campionato venezuelano: 3

Deportivo Táchira: 2021, 2023, 2024